# Puma (casa automobilistica italiana)
Puma è stata un'azienda automobilistica romana specializzata in autovetture fuoriserie e fondata da Adriano Gatto, attiva dagli anni settanta agli anni novanta, che ha ripreso le sue attività nel 2005 con la produzione di prototipi presso lo stabilimento di Poggio Fiorito sulla Nomentana. Il primo modello prodotto fu la Gatto Spider Spiaggia, nata nel 1968 in un laboratorio artigianale sito in Ronciglione (VT) modificando una dune buggy acquistata dopo un viaggio negli USA.
L'azienda produceva dune buggy, vetture sportive e fuoristrada tutte basate sul telaio del Maggiolino,  oltre ad effettuare trasformazioni particolari di questa stessa vettura e del furgone Ford Transit. Negli anni '80 ha realizzato anche alcuni dragster e automobili elettriche.

## Modelli

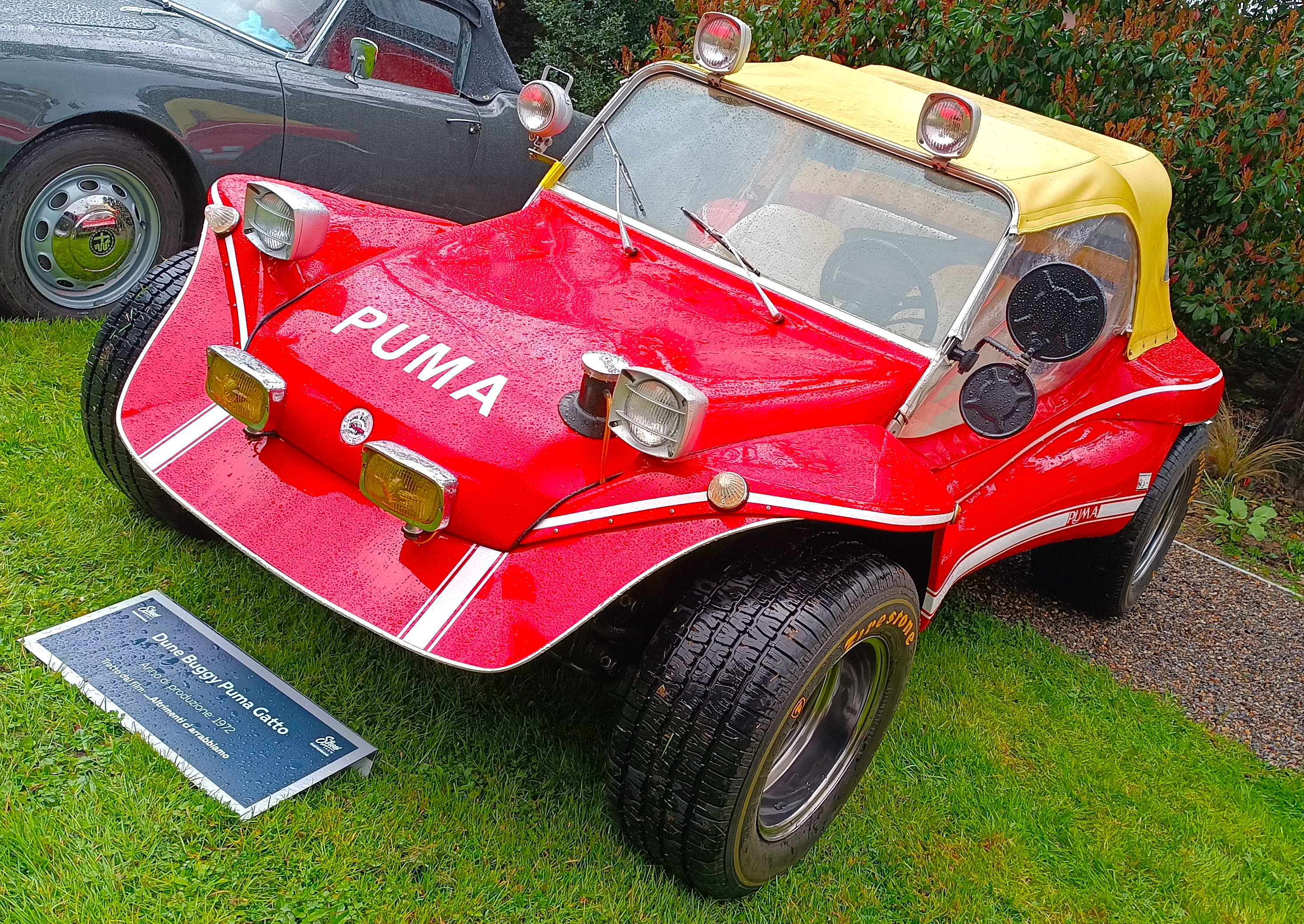
La dune buggy Puma

La Puma GTV in una scena di Mani di velluto

I modelli progettati da Gatto e da Domenico Lombardi, il giovane tecnico che seguì lo sviluppo di tutti i prodotti dell'azienda, furono sette:

### Gatto Spider Spiaggia (1968)
Un dune buggy molto classico, su telaio Volkswagen standard (altre aziende concorrenti preferivano invece accorciarlo) su cui era montato il motore di origine Maggiolino raffreddato ad aria di 1192 cm³, rivestito con una carrozzeria formata da pannelli in vetroresina. Fu un notevole successo commerciale grazie alla qualità ed al prezzo contenuto del kit.

### Puma/Puma GT (1973)
Evoluzione della Gatto Spider, presentava come il modello precedente il telaio Volkswagen, questa volta accorciato su cui era montato sempre lo stesso propulsore. Veniva proposto in diverse versioni tra cui la GT, caratterizzata da una linea ancora più aggressiva ed un hard-top opzionale dotato di porte con apertura ad ala di gabbiano che facilitava l'uso di questo buggy durante tutto l'anno, non solo nella bella stagione.

### Puma GTV (1979)

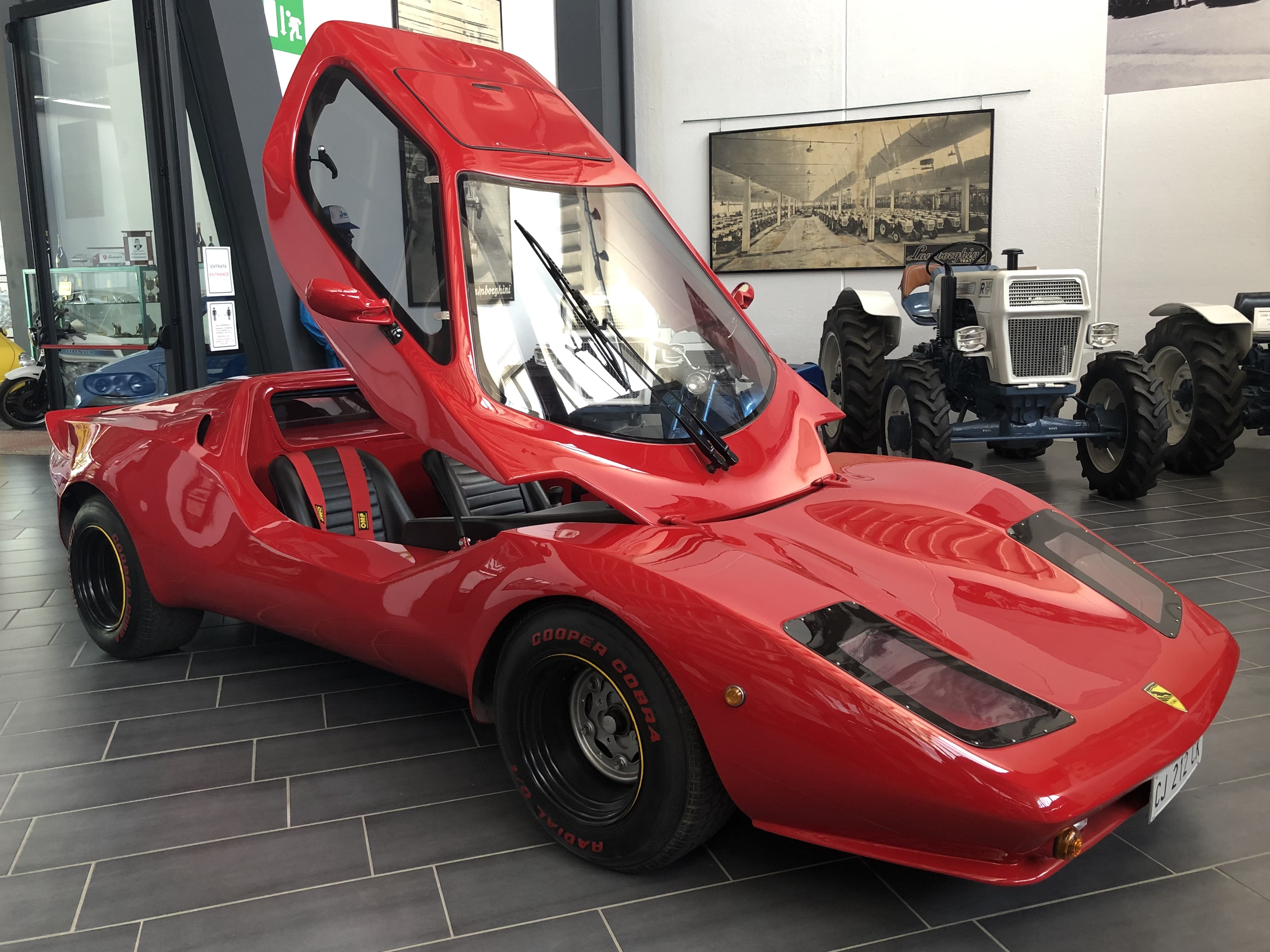
Puma GTV del 1984 nel Museo Ferruccio Lamborghini

Una coupé sportivissima, larga 1,80 m e alta solo 1,10 m, la cui linea venne disegnata da Richard Oakes per la Nova, di cui la GTV era una versione su licenza. Anch'essa utilizzava il pianale Volkswagen su cui venne montato un motore Volkswagen 1200 cm³ oppure, a richiesta, una versione elaborata da Lombardi fino a 1385 cc per poter ottenere prestazioni leggermente più elevate, comunque inadeguate alle aspettative connesse a una linea così sportiva. La caratteristica notevole di questa vettura è l'accesso all'abitacolo, mutuato anch'esso dalla Nova Eagle; incernierato alla base del vetro, il padiglione (tetto e parabrezza) si sollevava e ruotava in avanti permettendo un accesso non proprio agevole all'abitacolo, ma di sicuro effetto per una linea così estrema.

### Puma Ranch
Un fuoristrada dalla linea fortemente ispirata alla Jeep Wrangler, ma con un'opposta disposizione della meccanica, in quanto sulla Ranch il motore era dietro e il portabagagli davanti. Il telaio era una realizzazione originale dell'azienda, costruito in tubolare metallico a sezione rettangolare sul quale era installato l'usuale motore tedesco portato a 1385 cc. A richiesta si poteva montare una versione da 1,6 litri e la carrozzeria era come sempre in vetroresina.

### Puma GTV-033 (1984) e GTV-033.S (1985)
La seconda serie della Gtv è caratterizzata da una diversa carrozzeria e dal cambio di motore. Il muso era più corto rispetto alla prima serie, il posteriore era più squadrato e le fiancate non erano più bombate nella parte inferiore, la loro nuova forma spigolosa si ispirava alle minigonne delle vetture da competizione di quel periodo. Questa linea più aspra non fu accolta molto favorevolmente dal pubblico, che ancora preferiva i tratti bombati della prima serie. Si decise allora di adoperare un muso più lungo e i fari rettangolari per tentare di riavvicinarsi allo stile originario della Gtv e tale versione fu denominata GTV-033.S.
Per quanto riguarda il motore, il "boxer" 4 cilindri 1186 cc dell'Alfa Romeo Alfasud raffreddato ad acqua fu preferito al motore Volkswagen raffreddato ad aria. Grazie alla maggiore potenza dava prestazioni più brillanti alla vettura. La seconda serie rimase in produzione fino al 1991 anno in cui fu presentata la terza serie.

### Puma Gtv - Boxer 90 (1991)
Oramai le linee sinuose della Gtv originale sono scomparse e con esse anche il complesso sistema di apertura dell'abitacolo, sostituito da due porte ad ali di gabbiano, una soluzione comunque anch'essa molto poco diffusa e alquanto scenografica. La linea era comunque aggressiva e gli interni erano più curati ed era disponibile anche una versione con interni in pelle e radica. Questa maggiore complessità fece sì che molti acquirenti scelsero di comprarla già assemblata anziché montarla da soli. 
Era dotata del motore dell'Alfa Romeo 33 da 1490 cm³ a carburatori che erogava una potenza di 105 cv, accoppiato però al cambio VW a soli 4 rapporti, con un rapporto peso potenza nettamente favorevole dovuto alla massa totale di solo 700 kg.
Questa vettura finalmente avendo una linea originale, prestazioni ragguardevoli, gettava le basi per la produzione del nuovo modello che di lì a poco sarebbe arrivato, facendo fare il salto di qualità all'azienda romana.

### Puma 248 (1993)
L'erede della Boxer 90 è la Puma 248, realizzata in un unico esemplare. Tale vettura aveva un telaio di nuova concezione e interni in pelle migliorati. Il progetto forse troppo complesso sia a livello tecnico, burocratico ed economico mise in crisi la Puma.

Oltre ciò nello stesso anno un incendio nello stabilimento distrusse anche il prototipo 248 e con lui tutte le buone intenzioni di Gatto, che decise di chiudere la produzione.
Erano inoltre sopravvenuti cambiamenti nella legislazione italiana, diventata nel frattempo maggiormente restrittiva verso le kit-car. Ciò bloccò di fatto l'attività dei piccoli costruttori, incapaci di sostenere i costi richiesti per le procedure di omologazione dei propri modelli.
Chi non si convertì in altri settori, chiuse i battenti.

## La Puma nei media

Mani di velluto (1979) di Castellano e Pipolo - la Puma GTV del protagonista viene smantellata

Grazie al loro aspetto originale e appariscente, le dune buggy vennero largamente utilizzate nelle pellicole a cavallo tra gli anni '60 e gli anni '80:
- Particolarmente attento a promuovere tale forma di pubblicità indiretta, Adriano Gatto fornì le sue vetture a varie produzioni cinematografiche, come per La ragazza fuoristrada o I padroni della città.
- È rimasta nell'immaginario collettivo la Puma rossa con capote gialla che rappresenta l'oggetto della contesa in ...altrimenti ci arrabbiamo!, divenuta molto popolare grazie all'enorme successo di pubblico del film, interpretato da Bud Spencer e Terence Hill.
- Anche in Fantozzi di Paolo Villaggio, si nota una Puma blu nell'iconica scena della Bianchina inseguita dalla "nuvola di Fantozzi".
- Nei film Mani di velluto compare la Puma GTV del 1979.
- Due prototipi della GTV 33 appaiono in una sequenza del film La tua prima volta del 1985.
- Nel film Sing Sing, Adriano Celentano guida una Puma Ranch.
- Anche nel film commedia del 1983 Questo e quello appare una Puma Ranch blu con cui Giulio Scacchi (interpretato da Renato Pozzetto) ha un incidente e va fuori strada. Nello stesso film l'editore Oreste (Gianni Agus) guida una Puma GTV del 1979 di colore bianco.
- Una Puma GTV blu con grafiche gialle è protagonista anche delle scene iniziali del film L'insegnante al mare con tutta la classe film del 1980.